# 斗上
斗上（ますのうえ/とのうえ）は、中世後期の日本に見られた付加税の一種。本項では同じ「ますのうえ」と呼ばれていた別の付加税である升上（升之上）についても解説する。

## 概要
斗上は鎌倉時代後期から戦国時代に東日本を中心に見られる付加税で、年貢に対して3から10％の割合で付加されて、作徳や加地子に対しては付加されない。交分とともに荘園領主・政所・収納使・公文などに納められた。本来は交分や口米とは分けられて徴収されていたが、交分に加えられて徴収される場合もあった。
一方、同時期に存在した付加税で升上というものも存在したが、内容は異なる。こちらは、升に米や籾を山盛りした（「手量り」）場合、升からはみ出した増量部分を均さずにそのまま付加税として徴収した。だが、この方法は手量りの方法次第によって量が左右されるために徴収する側とされる側との間のトラブルの原因となる場合が多く、永享年間の高野山領であった紀伊国兄射島のように「一斗あたり一升」と定めた例や北条氏康以後の後北条氏がたびたび升上を認めずに升を必ず均してから納税させるよう指示した朱印状を発給するなど、升上を規制する動きが見られた。
斗上と升上の関係は明らかではないが、升上と同様に計量時の余分が付加税化した筵払が同じように不定量から定量化されて筵付と混同されたように、升上から制度化される過程で定量化されたものが斗上であった可能性も否定できない。